# 235 aC
El 235 aC va ser un any del calendari romà prejulià. Durant la República i l'Imperi Romà, era conegut com a any del consolat de Torquat i Bulb (o també any 519 ab urbe condita). L'ús del nom «235 aC» per referir-se a aquest any es remunta a l'alta edat mitjana, quan el sistema Anno Domini va ser el mètode de numeració dels anys més comú a Europa.

## Esdeveniments

### Antiga Grècia
- Cleòmenes III és rei agíada d'Esparta, a la mort del seu pare Leònides II, inicia un projecte de reforma que el porta a la guerra amb la Lliga Aquea. El cap d'aquesta Lliga, Lidíades, antic tirà de Megalòpolis, proposa un atac preventiu però per consell d'Arat de Sició la proposta es rebutja.[2]

### Antiga Roma
- Aquest any són elegits cònsols Tit Manli Torquat i Gai Atili Bulb.[3][4]
- Manli Torquat derrota els sards i obté els honors del triomf. En aquest any es tanca la porta del temple de Janus (cosa que es feia quan no hi havia guerra) perquè s'ha establert la pau en tot el territori romà. Això no s'havia produït des de temps del rei Numa Pompili.[5]
- El poeta i dramaturg Gneu Nevi representa a Roma la seva primera obra, segons Aulus Gel·li.[6]

## Naixements
- Publi Corneli Escipió Africà, general i polític de l'antiga Roma famós pel seu paper en la Segona Guerra Púnica.[7]